# Tachikawa Ki-54
Tachikawa Ki-54 (яп. 一式双発高等練習機 - Армійський літак підвищеної льотної підготовки Тип 1) — серійний навчальний літак Імперської армії Японії періоду Другої світової війни.
Кодова назва союзників — «Гікорі» (англ. Hickory).

## Історія створення
У зв'язку з бурхливим розвитком авіації в Японії у 1930-х роках потрібні були машини, на яких можна було б навчати не тільки пілотів, а всіх членів екіпажу, і характеристики яких зіставні з серійними машинами, що перебували на озброєнні. Тому 1939 року командування ВПС Імперської армії Японії доручило фірмі Tachikawa, яка менше, ніж інші авіабудівні фірми, була завантажена випуском бойових літаків, розробити двомоторний багатоцільовий літак, який можна було би використовувати для підготовки усіх членів екіпажу бомбардувальників — пілотів, радистів, стрільців та бомбардирів.
Колектив конструкторів під керівництвом Ріокічі Ендо вибрав схему низькоплана з двигунами повітряного охолодження Hitachi Ha-13a потужністю 510 к.с. кожен. Літак був суцільнометалевим за винятком полотняної обшивки елеронів та рулів. Випробування розпочались влітку 1940 року. Після незначних доопрацювань літак був прийнятий на озброєння під назвою «Армійський літак підвищеної льотної підготовки Тип 1 Модель А» (або Ki-54a).
Перші літаки призначались для підготовки тільки пілотів. Але незабаром у серію пішов літак «Армійський літак підвищеної льотної підготовки Тип 1 Модель B» (або Ki-54b), призначений для підготовки також й інших членів екіпажу, який мав 4 рухомі установки з 7,7-мм кулеметами «Тип 89». Цей варіант став наймасовішим, він використовувався у всіх льотних школах, які готували екіпажі бомбардувальної авіації армійських ВПС.
Наступний варіант, «Армійський транспортний літак Тип 1 Модель C» (або Ki-54c), був розроблений як транспортний літак. Він був обладнаний 8 пасажирськими місцями і використовувався як зв'язковий та легкий транспортно-пасажирський літак. На його базі випускався також цивільний варіант під назвою Y-59.
Останньою серійною моделлю став «Армійський патрульний бомбардувальник Тип 1 Модель D» (або Ki-54d), який ніс вісім 60-кг глибинних бомб. Але таких машин випустили небагато й використовували їх нетривалий час.
Наприкінці війни був випущений суцільнодерев'яний варіант Ki-54c, який отримав позначення Ki-110, але він був зруйнований під час нальоту американської авіації.
Також проектувались покращений варіант заправника Ki-54c з протектованими баками, який отримав назву Ki-111, а також суцільнодерев'яний варіант заправника Ki-110 під назвою Ki-114, але до кінця війни вони реалізовані не були.
Усього випустили 1368 літаків Ki-54 усіх модифікацій.

## Історія використання

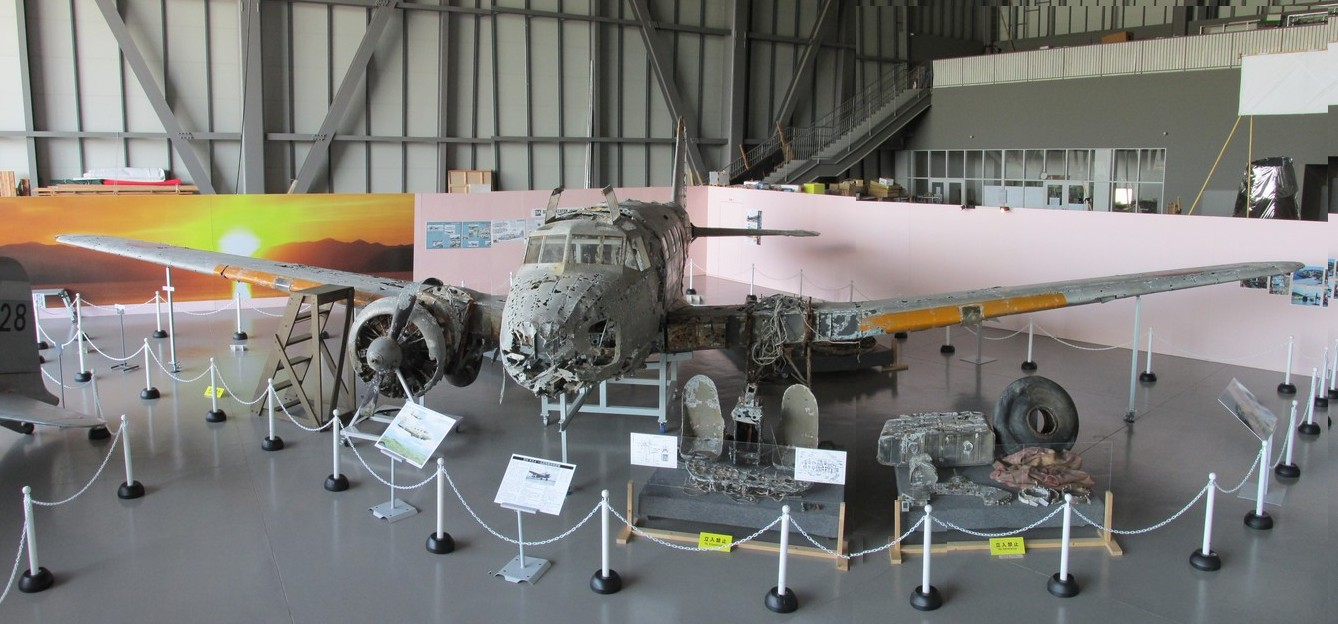
Піднятий з дна озера Товадо Ki-54. Музей авіації і науки Місава.

Літаки Ki-54 виявились вдалими машинами і широко використовувались японцями під час Війни на Тихому океані. Три транспортні літаки були поставлені в Маньчжурію як VIP-транспорт.
Після закінчення війни 4 літаки Ki-54 були захоплені китайцями та використовувались як навчальні до початку 1950-х років.
Декілька трофейних літаків були також на озброєнні Гоміньдану.  ВПС Франції використовували як мінімум 7 літаків Ki-54 у Французькому Індокитаї з 1945 по 1947 рік. ВПС Великої Британії нетривалий час використовували один Ki-54 у 1945 році у Французькому Індокитаї.
На даний час фюзеляж одного літака Ki-54 зберігається в Австралійському військовому меморіалі (англ. Australian War Memorial).
У 2010 році на дні озера Товадо (Хонсю) був знайдений ще один літак Ki-54. Його частково реставрували і помітили в Музей авіації і науки Місава.

## Тактико-технічні характеристики

### Технічні характеристики
- Екіпаж: 5-9 чоловік (тренувальна версія) або 2 чоловіка (транспортний і заправний варіанти)
- Пасажири: 8 чоловік
- Довжина: 11,94 м
- Висота: 3,58 м
- Розмах крила: 17,90 м
- Площа крила: 40,00 м ²
- Маса порожнього: 2 954 кг
- Маса спорядженого: 3 897 кг
- Навантаження на крило: 97,4 кг/м ²
- Корисний вантаж: 943 кг
- Двигун: 2 х Hitachi 98 Ha-13a
- Потужність: 2 х 510 к. с.
- Питома потужність: 3,8 кг/к.с.

### Льотні характеристики
- Крейсерська швидкість: 240 км/г
- Максимальна швидкість: 375 км/г
- Практична дальність: 960 км
- Практична стеля: 7 180 м
- Швидкість підйому: на 5000 м. за 20 хв. 18 с.

### Озброєння
- Кулеметне: 4 × 7,7-мм кулемети
- Бомбове: 480 кг глибинних бомб (Ki-54d)

## Модифікації
- Ki-54a - навчальний літак для підготовки пілотів; без озброєння
- Ki-54b - навчальний літак для підготовки екіпажів
- Ki-54c - транспортний та зв'язковий літак
- Y-59 - цивільний варіант
- Ki-54d - патрульний протичовновий літак
- Ki-110 - суцільнодерев'яний варіант Ki-54c; не закінчений
- Ki-111 - проект літака-заправника
- Ki-114 - проект  суцільнодерев'яного літака-заправника

## Оператори
Японська імперія
- ВПС Імператорської армії Японії
  - 108-ий авіазагін ВПС
  - 20-та авіабригада
  - 25-та авіабригада
  - Авіаційна школа зв'язку

 Маньчжурська держава
- Повітряні сили Маньчжурії

 КНР
- Повітряні сили Китайської Народної Республіки

 Республіка Китай
- ВПС Республіки Китай

 Франція
- Повітряні сили Франції